# John Henry Derbyshire
John Henry Derbyshire (Mánchester, 29 de noviembre de 1878-Forge Baslow, 30 de julio de 1938) fue un nadador, jugador y entrenador inglés de waterpolo.

## Biografía
Entreno al Hammersmith Swim Club y fue seleccionador del equipo olímpico británico de 1928. En 1936 fue el mánager del equipo olímpico británico.

## Clubs
- Osborne Swimming Club, Mánchester ( Reino Unido)

## Títulos
Como jugador de waterpolo de la selección de Inglaterra
- Oro en los juegos olímpicos de París 1900

Como nadador
- Oro en 4x200 Libres en los juegos olímpicos de Londres 1908
- Bronce en 4x200 Libres en los juegos olímpicos de Atenas 1906